# Brüno
Brüno é um filme de comédia de 2009 dirigido por Larry Charlese protagonizado por Sacha Baron Cohen, que produziu, co-escreveu e interpretou o jornalista de moda austríaco gay Brüno. É o terceiro filme baseado numa das personagens de Cohen em Da Ali G Show, depois de Ali G Indahouse e Borat. O filme foi lançado em 10 de julho de 2009, com críticas maioritariamente positivas e arrecadou 138 milhões de dólares em todo o mundo.

## Enredo
O repórter de moda austríaco Brüno Gehard é despedido do seu próprio programa de televisão, Funkyzeit mit Brüno, depois de perturbar um desfile da Semana da Moda de Milão, e a sua amante Diesel deixa-o por outro homem. Acompanhado pelo assistente do seu assistente, Lutz Schulz, viaja para os Estados Unidos para se tornar uma famosa celebridade de Hollywood.
Brüno tenta, sem sucesso, uma carreira de ator como figurante em Medium. Depois entrevista Paula Abdul, até a assustar quando lhe serve sushi no corpo de um mexicano totalmente nu, apesar de ela não ter tido qualquer problema em sentar-se num mexicano completamente vestido. Em seguida, produz um piloto de entrevista com celebridades, mostrando-o a dançar eroticamente, a criticar o feto de Jamie Lynn Spears com a estrela de reality TV Brittny Gastineau, a tentar, sem sucesso, entrevistar o ator Harrison Ford e a encerrar com um grande plano do seu pénis a balançar com os movimentos pélvicos. Um grupo de análise do episódio-piloto detestou-o. Brüno tenta e não consegue fazer um vídeo de sexo seduzindo o político Ron Paul, alegando tê-lo confundido com a drag queen RuPaul.
Brüno consulta um espiritualista para contactar o falecido Rob Pilatus dos Milli Vanilli (um antigo amante) para obter conselhos, imitando vários actos sexuais no Pilatus "invisível". Consulta consultores de caridade para selecionar um problema mundial que maximize a sua fama, escolhendo o conflito israelo-palestiniano. Voa para Jerusalém para entrevistar o antigo agente da Mossad Yossi Alpher e o político palestiniano Ghassan Khatib e confunde húmus com o Hamas. Canta a sua própria "Pomba da Paz", enquanto os convence a acariciarem-se mutuamente nas mãos. Encontra-se também com Ayman Abu Aita, líder do grupo militante Brigadas dos Mártires de Al-Aqsa, num campo de refugiados palestinianos no Líbano [na realidade, um merceeiro e não um membro das Brigadas dos Mártires de Al-Aqsa], onde espera ser raptado.
Brüno entrevista pais de modelos infantis, perguntando-lhes se os seus filhos se submeteriam a lipoaspirações e fariam acrobacias perigosas. Num programa de entrevistas apresentado por Richard Bey, Brüno atrai inicialmente a simpatia do público afro-americano ao descrever as suas "dificuldades" em criar um filho como pai solteiro, mas depois a desaprovação quando revela que está à procura do "Sr. Certo". Brüno mostra o bebé a que deu o nome de O.J., que adquiriu em África trocando-o por um iPod dos U2 Product Red. Mostra fotografias do rapaz em situações perigosas e provocadoras e o público fica chocado. Os serviços sociais retiram O.J. de Brüno, levando-o à depressão. Ele vai a um restaurante para se empanturrar de comida de plástico rica em hidratos de carbono. Lutz leva-o de volta para um quarto de hotel. Depois de uma noite de sexo, acordam e dão por si presos num mecanismo de bondage, incapazes de encontrar a chave. Pedem ajuda a um engenheiro do hotel e são convidados a sair. Depois de abordarem um grupo de manifestantes anti-gays da Igreja Batista de Westboro, ainda com o equipamento de bondage e a bordo de um autocarro, Brüno e Lutz retiram o seu equipamento em Huntsville, Alabama. Depois de ser preso, Lutz diz que ama Brüno, mas Brüno não retribui, afirmando que foi influenciado por "óculos de carbúnculo". Lutz deixa Brüno.
Depois de se aperceber que os maiores nomes de Hollywood são heterossexuais, Brüno consulta dois conversores gays para o ajudarem a tornar-se heterossexual. Tenta outras actividades "masculinas", como aprender karaté, alistar-se na Guarda Nacional, ir à caça e ir a uma festa de swingers (durante a qual é chicoteado por uma dominatrix).
Oito meses mais tarde, Brüno, sob o pseudónimo de "Straight Dave", organiza um combate de cage-fight no Arkansas, "Straight Dave's Man Slammin' Maxout". Lutz aparece no evento e insulta Brüno, levando-os a lutar na jaula. Durante o confronto, começam a beijar-se e a despir-se diante de espectadores chocados que atiram objectos para dentro da jaula. O momento é alvo da imprensa internacional e o agora famoso Brüno tenta casar-se com Lutz, recuperando O.J. em troca de um MacBook Pro. Nos estúdios Abbey Road, Brüno grava uma canção de beneficência, "Dove of Peace", com a participação de Bono, Elton John, Chris Martin, Snoop Dogg, Sting e Slash.

## Recepção
No consenso do agregador de críticas Rotten Tomatoes diz: "Bruto e ofensivo, mas com amplos conhecimentos culturais e risos arrebatadores, Brüno é outro mockumentary estranho e divertido de Sacha Baron Cohen". Na pontuação onde a equipe do site categoriza as opiniões da grande mídia e da mídia independente apenas como positivas ou negativas, o filme tem um índice de aprovação de 67% calculado com base em 229 comentários dos críticos. Por comparação, com as mesmas opiniões sendo calculadas usando uma média aritmética ponderada, a nota alcançada é 6,2/10.

## Ficha de dados
|          | Ano  | Idioma                          | Duração | Sistema | Formato       | Distribuição  | Classificação | Classificação                            |
| Portugal | 2009 | Original legendada em português | 78 min. | PAL     | 16:9 (1.85:1) | Sony Pictures | M/16          | Maiores de 16 anos.                      |
| Brasil   | 2009 | Português do Brasil             | 81 min. | NTSC    | 16:9 (1.85:1) | Sony Pictures | 18            | Não recomendado para menores de 18 anos. |